# Apolonia i Stanisław Gacoń
Apolonia i Stanisław Gacoń (Apolonia ur. 1900 w Sowinie, Stanisław ur. 25 września 1902 w Bukowej, zm. 28 maja 1943 tamże) – małżeństwo. polscy rolnicy, straceni za pomaganie Żydom podczas II wojny światowej. 

## Życiorys
Apolonia Gacoń była córką Jana i Marii z domu Szafraniec. Stanisław Gacoń był synem Jana i Marii z domu Pacacno. Mieszkali na pograniczu wsi Bukowa i Januszkowice. W pobliżu żyło rodzeństwo obojga z nich. Apolonia pochodziła z sąsiadującej z Januszkowicami wsi Sowina. Tamtejszy sklep prowadziły rodziny Korzenników i spokrewnionych z nimi Krugerów.
W czasie niemieckiej okupacji większość okolicznych Żydów umieszczono w getcie w Kołaczycach. Niewielkiej ich liczbie udało się uciec podczas jego likwidacji. Niektórzy znaleźli pomoc w Sowinie u rodzin m.in. Kopciów, Jachymów, Kutynów i Stasiowskich. Nieznana z imienia (być może nazywała się Ryfka albo Rajsa) kilkuletnia córka Edmunda Korzennika została ukryta przez niego w okolicznej Bukowej u znajomego małżeństwa Apolonii i Stanisława Gaconiów. Mimo szerzących się represji wobec Polaków pomagających Żydom i tragedii Jana Jantonia z pobliskiej Woli Brzosteckiej, bezdzietni Gaconiowie opiekowali się przez kilka miesięcy dziewczynką, przedstawiając ją jako nieślubną córkę siostry Apolonii.
28 maja 1943, w następstwie donosu o ukrywaniu żydowskiego dziecka, do domostwa Gaconiów przybyli oficerowie Gestapo. Mimo poddania małżeństwa brutalnym przesłuchaniom, Gaconiowie zaprzeczali zarzutom. Funkcjonariusze mieli już opuścić domostwo, gdy jeden z nich zapytał dziewczynkę w jidysz, na co otrzymał od niej odpowiedź w tym języku. Potwierdził tym samym jej żydowskie pochodzenie. W efekcie jeden z Niemców, Karl Hauch, zastrzelił na miejscu ją oraz Gaconiów. Sąsiadom kazano zakopać ofiary w miejscu egzekucji, na podwórku Gaconiów. Następnie Niemcy rozgrabili majątek. Po kilku tygodniach Gaconiów przeniesiono na cmentarz w Brzostku, dziewczynka pozostała w pierwotnym miejscu pochówku.

## Upamiętnienie
22 czerwca 2022 w Brzostku z inicjatywy Instytutu Pileckiego uroczyście odsłonięto w ramach projektu Zawołani po imieniu tablicę upamiętniającą małżeństwo Gaconiów oraz Jana Jantonia. W wydarzeniu uczestniczyła m.in. Helena Mroczkowska – bratanica Stanisława Gaconia oraz Cecylia Krzyszczuk – wnuczka brata Apolonii Gacoń.